# 오쿠마 노부쓰네

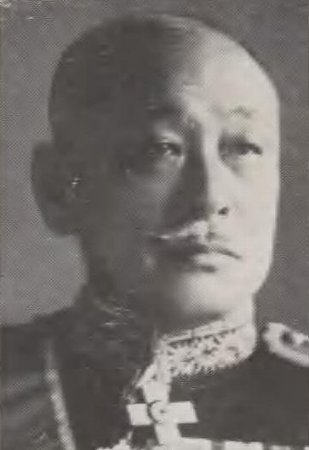
오쿠마 노부쓰네 후작

오쿠마 노부쓰네(大隈信常, 1871년 9월 30일 ~ 1947년 1월 11일)는 메이지 시대부터 쇼와 초기까지 활약한 일본의 교육자, 정치인, 사업가, 화족(후작)이다. 히라도현 히라도(지금의 나가사키현 히라도시) 출신으로 친부는 옛 히라도번주 마쓰라 아키라(松浦詮)이며, 본명은 마쓰라 마모루(松浦常)이다.
1899년 도쿄 제국대학 법과대학을 졸업한 후, 미쓰이 물산에 입사하였다. 이후 유럽과 미국에도 유학했다. 1902년, 오쿠마 시게노부의 양녀 미쓰코(光子)와 결혼하여 오쿠마 백작가(후에 후작으로 승작)의 양자가 되었다. 와세다 대학 교수와 와세다 중학교(早稲田中学) 교장 등을 역임했으며, 이후 와세다 대학 명예총장도 지냈다.
정치인으로서는 중의원 의원, 귀족원 의원을 역임했고, 제2차 오쿠마 내각에서는 수상 비서관(首相秘書官)을 맡았다.
메이지 시대부터 쇼와 시대 초기에 이르기까지 다양한 분야(와세다 대학의 발전과 일본 근대 교육, 정계, 실업계, 스포츠계에 폭넓게 영향을 끼침)에서 활약하며 근대 일본의 발전에 크게 기여하였다.
| 전임 오쿠마 시게노부 | 제2대 오쿠마 후작가 당주 1922년 ~ 1947년 | 후임 오쿠마 노부유키 |